# Сиговые
Сиговые это Подсемейство Лососёвых

## Вид
У сиговых маленькая Голова.И крупная Чешуя по отношению другим Лососёвым.Также серая Чешуя и белое Мясо.Икра у них красная как  у все лососёвых.

## Где живут
Сиговые живут в Азии и Северной Америке но некоторые виды  живут Европе как сиг.Больше всего сиговых живёт Енисее и Лене и Байкале.
Основные места жизни сиговых

## Роды и виды сиговых
- Сиги [ лат coregonus]

Обыкновенный сиг
Омуль
Атлантический сиг
Пыжьян
Байкальский омуль
Муксун
Щокур или Чир
Пелядь или сырок
Тугун
Валаамка
- Белорыбица [ лат stenodus nelma ]

Нельма